# Llacta
Llacta o llajta es un quechuismo usado sobre todo en castellano andino para referirse a una ciudad o poblado; al conjunto de habitantes de una ciudad o poblado; al lugar de procedencia, o, en particular, a una ciudad o asentamiento incaico. Este último sentido general para referir a cualquier poblado incaico es el más común en textos de historia y arqueología andinas. Proviene del término quechua llaqta (escrito así en ortografía quechua contemporánea; en quichua ecuatoriano es llakta), reconstruible al idioma protoquechua. En el quechua contemporáneo, llaqta denota o bien un territorio políticamente definido (como un país o una circunscripción subnacional) o bien un asentamiento urbano (como un pueblo o ciudad). En español boliviano, llajtamasi quiere decir 'connacional' o 'coterráneo'.
El significado exacto de ⟨llacta⟩ /ʎaqta/ en la lengua general quechua de los siglos XV y XVI es un asunto no cerrado entre los especialistas. El término aparece definido como "lugar generalmente [de] donde es cada uno" en el Lexicón de fray Domingo de Santo Tomás de 1560 y simplemente como "pueblo" en el Arte y vocabulario de 1586. A la luz de su uso en textos como el manuscrito de Huarochirí y de la definición ofrecida por Santo Tomás, Gerald Taylor propuso que su uso para referir a asentamientos urbanos habría sido un significado aculturado, y que su significado previo a la conquista habría sido el de "conjunto de aillus unidos por vínculos económicos, políticos y religiosos estrechos, así como por un territorio común". La hipótesis de Taylor no es consensual entre los quechuistas.

[...] antes de adquirir el sentido colonial aculturado de "pueblo", llaqta se refería a la divinidad protectora de una comunidad misma y al territorio protegido y sacralizado por dicha divinidad o huaca [...].
Gerald Taylor

De manera concordante con la hipótesis de Taylor, el lingüista César Itier ha propuesto que en el quechua incaico inmediatamente anterior a la conquista, llaqta habría sido una "confederación de aillus" a cargo de un solo curaca, lo que habría convertido a la llaqta en una importante unidad organizativa dentro de la sociedad inca.  Así, según este autor, el término habría designado a las estructuras estatales andinas compuestas por varios aillus posteriormente denominadas "curacazgos" por los historiadores americanistas. Los pequeños curacazgos eran a su vez federados en un curacazgo más grande.
En arqueología andina, el término llacta (a veces escrito con ortografía quechua como llaqta o llaccta) se usa modernamente en castellano y otras lenguas para cualquier centro urbano o asentamiento incaico con varias edificaciones. Asimismo, la Jefatura del Parque Arqueológico Nacional-Santuario Histórico de Machupicchu usa oficialmente la frase "la llaqta de Machupicchu" para referir específicamente a la ciudadela y diferenciarla del resto del área de conservación arqueológico-ecológica del mismo nombre. El término quechua encuentra también reflejos en varios nombres propios de distintos sitios arqueológicos prehispánicos o, incluso, en el nombre de ciertas festividades locales andinas.